# 834 (szám)
A 834 (római számmal: DCCCXXXIV) egy természetes szám, szfenikus szám, a 2, a 3 és a 139 szorzata.

## A szám a matematikában
A tízes számrendszerbeli 834-es a kettes számrendszerben 1101000010, a nyolcas számrendszerben 1502, a tizenhatos számrendszerben 342 alakban írható fel.
A 834 páros szám, összetett szám, azon belül szfenikus szám, kanonikus alakban a 21 · 31 · 1391 szorzattal, normálalakban a 8,34 · 102 szorzattal írható fel. Nyolc osztója van a természetes számok halmazán, ezek növekvő sorrendben: 1, 2, 3, 6, 139, 278, 417 és 834.
A 834 négyzete 695 556, köbe 580 093 704, négyzetgyöke 28,87906, köbgyöke 9,41287, reciproka 0,0011990. A 834 egység sugarú kör kerülete 5240,17655 egység, területe 2 185 153,620 területegység; a 834 egység sugarú gömb térfogata 2 429 890 825,2 térfogategység.